# Paderne de Allariz
Paderne de Allariz – gmina w Hiszpanii, w prowincji Ourense, w Galicji, o powierzchni 38,76 km². W 2011 roku gmina liczyła 1574 mieszkańców.